# Fascio rivoluzionario d'azione internazionalista
Il Fascio rivoluzionario d'azione internazionalista è un manifesto programmatico politico, steso il 5 ottobre 1914, da interventisti e sindacalisti rivoluzionari dell'Unione Sindacale Italiana. Si asserisce l'utilità della prima guerra mondiale come momento storico indispensabile allo sviluppo di società più avanzate in senso politico-sociale. Il manifesto avrà una sua applicazione politica nei Fasci d'azione rivoluzionaria.
Il comitato promotore fu costituito da:
- Decio Bacchi
- Michele Bianchi
- Ugo Clerici
- Filippo Corridoni
- Amilcare De Ambris
- Attilio Deffenu
- Aurelio Galassi
- Angelo Oliviero Olivetti
- Decio Papa
- Cesare Rossi
- Silvio Rossi
- Sincero Rugarli
- Libero Tancredi (pseudonimo di Massimo Rocca)